# Castellace
Castellace (Castejàci in dialetto locale, Kastelàki in greco-calabro), frazione del comune di Oppido Mamertina in provincia di Reggio Calabria, con 508 abitanti; dista 5,55 km dal comune cui appartiene.

## Geografia fisica
Situata a sud della piana di Gioia Tauro, i centri vicini sono: a nord San Martino e Taurianova, a est Varapodio e Oppido Mamertina, a sud Sitizano e San Procopio, a ovest Melicuccà e Seminara. Da Oppido si raggiunge percorrendo la SS 112 bis.

### Clima
In base alla media di riferimento ArpaCal relativa al periodo (2002-2006), la temperatura media del mese più freddo, gennaio, si attesta a +12,4 °C; quella del mese più caldo, agosto, è di +29,3 °C.
| CASTELLACE (ARPACAL) (2002-2006) | Mesi        | Mesi        | Mesi        | Mesi        | Mesi        | Mesi        | Mesi        | Mesi        | Mesi        | Mesi        | Mesi        | Mesi        | Stagioni | Stagioni | Stagioni | Stagioni | Anno |
| CASTELLACE (ARPACAL) (2002-2006) | Gen         | Feb         | Mar         | Apr         | Mag         | Giu         | Lug         | Ago         | Set         | Ott         | Nov         | Dic         | Inv      | Pri      | Est      | Aut      | Anno |
| -------------------------------- | ----------- | ----------- | ----------- | ----------- | ----------- | ----------- | ----------- | ----------- | ----------- | ----------- | ----------- | ----------- | -------- | -------- | -------- | -------- | ---- |
| T. max. media (°C)               | 17,3        | 18,7        | 20,7        | 23,8        | 28,0        | 32,7        | 35,9        | 36,2        | 32,2        | 28,2        | 23,0        | 18,9        | 18,3     | 24,2     | 34,9     | 27,8     | 26,3 |
| T. min. media (°C)               | 7,5         | 7,9         | 9,3         | 11,4        | 15,0        | 18,5        | 21,9        | 22,4        | 19,4        | 16,2        | 12,6        | 9,9         | 8,4      | 11,9     | 20,9     | 16,1     | 14,3 |
| T. max. assoluta (°C)            | 24,8 (2004) | 29,0 (2004) | 30,0 (2006) | 35,4 (2003) | 42,8 (2006) | 44,0 (2006) | 45,4 (2003) | 45,8 (2006) | 44,2 (2005) | 40,0 (2003) | 34,5 (2004) | 26,5 (2006) | 29,0     | 42,8     | 45,8     | 44,2     | 45,8 |
| T. min. assoluta (°C)            | 1,2 (2004)  | 0,8 (2006)  | 2,4 (2005)  | 4,0 (2003)  | 8,8 (2004)  | 11,6 (2006) | 15,4 (2004) | 15,4 (2006) | 13,6 (2002) | 11,2 (2003) | 3,0 (2005)  | 1,4 (2003)  | 0,8      | 2,4      | 11,6     | 3,0      | 0,8  |

## Storia
Già presente nel periodo della Magna Grecia, come testimoniano alcuni reperti archeologici conservati nel museo nazionale di Reggio Calabria. Lo storico Giovanni Fiore da Cropani nella descrizione dei luoghi posti tra il fiume Metauro e il fiume Alece riporta: "Piccolo castelletto di solo cinquanta fuochi in circa, di cui né Barrio, né Marafioti, altro raccordano, ch'il solo nome. Egli però si trovava in più bene stante essere, alcuni secoli avanti: onde poté farne non ignobil dono l'imperator Enrico VI, l'anno 1195, all'arcivescovo di Reggio a contemplazione di Guglielmo suo pastore; che poi confermò la donazione l'imperator Federico II suo figliolo; onde da quel tempo soggiace nell'una, e nell'altra giurisdizione a gli arcivescovi di Reggio".

## Feste
La Patrona del paese è la Madonna Assunta, che si festeggia il 14 agosto di ogni anno. Il giorno della festa attira molti fedeli, in particolare molti emigrati. Al mattino, presto i primi fuochi d'artificio annunciano al popolo l'inizio della festa. Fanno il loro ingresso i giganti, fantocci di cartapesta che girano per le vie del paese addobbato da luminarie e bancarelle. Subito dopo la celebrazione eucaristica del pomeriggio ha inizio la processione al grido popolare "Evviva Maria!" e si snoda per le vie del piccolo centro abitato con canti e lodi alla Madonna. Infine, si svolge uno spettacolo musicale e alla fine del concerto lo spettacolo dei fuochi pirotecnici conclude il giorno di festa, nove giorni prima della festa viene scesa la statua della Madonna assunta dalla sua nicchia e messa nella varetta poi 3-4 giorni e subito dopo la statua viene rimessa nella sua nicchia. Dopo la celebrazione eucaristica fuori nel piazzale c'è il tradizionale "ballu du ciucciu", ossia una figura di un asino che spara fuochi pirotecnici.